# Ясень китайский
Я́сень кита́йский (Fraxinus chinensis) — листопадное, до 15 м высотой, дерево семейства маслиновых (Oleaceae). Родина — Китай.

## Ботаническое описание
Ствол дерева прямой, ветвистый. При благоприятных условиях ясень китайский может достигать 15 м высоты.
Листья — тёмно-зелёные, раздельные, с 5-9 прилистниками. Осенью листья — пурпурные.
Цветы собраны в ароматные соцветия.

## Распространение
Родина дерева — китайские провинции Цинхай, Тибет. Сейчас оно преимущественно растет в Восточной Азии, Южном Китае и Индии.

## Применение
Ясень китайский используют для разведения насекомых — восковых пистрянок (Ericerus pela), выделяющих так называемый белый китайский воск, важное техническое вещество. Его используют для производства свечей, в медицине, парфюмерии, текстильной промышленности, для обработки бумаги и ткани. Насекомых высаживают на 5-6-летние деревья.